# Leandro Cerminato
Leandro Cerminato (El Palomar, Buenos Aires, 9 de junio de 1998) es un baloncestista argentino que se desempeña tanto de alero como de ala-pívot. Actualmente juega en San Lorenzo de la Liga Nacional de Básquet de Argentina.

## Trayectoria

### San Lorenzo
Surgido de la cantera del club AFALP, en 2015 se incorporó a San Lorenzo de cara a la Liga Nacional de Básquet. El joven fue una de las fichas juveniles que tuvo el elenco capitalino para la temporada 2015/16, en lo que representaró un salto importancia en su carrera. En el año 2017 formó parte del plantel que realizaría la pretemporada de cara a disputar la temporada 2017/18 y la Liga de las Américas 2018, siendo que terminó ganando la LDA 2018.

### Estudiantes, Ciclista e Hispano
Al día siguiente de su consagración en la LDA 2018 se confirmó su llegada al conjunto de Olavarría para disputar lo que restaba de la La Liga Argentina. Cerminato permaneció la siguiente temporada en la segunda división del baloncesto profesional argentino pero jugando para Ciclista Juninense.
En 2019 retornó a la LNB fichado por Hispano Americano.

### Regreso a San Lorenzo
Cerminato disputó la temporada 2020/21 de la LNB con San Lorenzo, consagrándose campeón. Tras un breve regreso a Ciclista Juninense para disputar el tramo final de la La Liga Argentina, se afianzó en San Lorenzo como pieza clave de la restructuración que experimentó el club en la temporada 2021/22.  

### Clubes
- Actualizado hasta el 23 de junio de 2024.

| Club                     | País      | Año             |
| ------------------------ | --------- | --------------- |
| AFALP                    | Argentina | 2014 - 2015     |
| San Lorenzo              | Argentina | 2015 - 2018     |
| Estudiantes de Olavarría | Argentina | 2018            |
| Ciclista Juninense       | Argentina | 2018 - 2019     |
| Institución Sarmiento    | Argentina | 2019            |
| Hispano Americano        | Argentina | 2019 - 2020     |
| San Lorenzo              | Argentina | 2020 - 2021     |
| Ciclista Juninense       | Argentina | 2021            |
| San Lorenzo              | Argentina | 2021 - 2022     |
| Aguada                   | Uruguay   | 2022 - 2023     |
| Obras Basket             | Argentina | 2023 - 2024     |
| Biguá                    | Uruguay   | 2024 - 2025     |
| San Lorenzo              | Argentina | 2025 - Presente |

## Selección nacional
Cerminato jugó con el seleccionado juvenil de baloncesto de Argentina en el Campeonato Mundial de Baloncesto Sub-19 de 2017.
El 28 de julio de 2023 debutó con la selección mayor en un partido amistoso frente a México.

## Palmarés

### Campeonatos nacionales
- Actualizado hasta el 27 de enero de 2022.

| Título                   | Club        | País      | Año         |
| ------------------------ | ----------- | --------- | ----------- |
| Liga Nacional de Básquet | San Lorenzo | Argentina | 2015 - 2016 |
| Liga Nacional de Básquet | San Lorenzo | Argentina | 2016 - 2017 |
| Liga de las Américas     | San Lorenzo | Argentina | 2018        |
| Liga Nacional de Básquet | San Lorenzo | Argentina | 2017-18     |
| Liga Nacional de Básquet | San Lorenzo | Argentina | 2020 - 2021 |